# لو کوزنتسوف (ورزشکار)
لو کوزنتسوف (روسی: Лев Фёдорович Кузнецов؛ ۱ ژوئن ۱۹۳۰ – ۱۶ مارس ۲۰۱۵) ورزشکار شمشیربازی اهل اتحاد جماهیر شوروی سوسیالیستی بود.